# Aeglotis
Aeglotis é um gênero de mariposa pertencente à família Crambidae.